# North West Reef (Hammond Island)
North West Reef är ett rev i Torres sund i Australien.   Det ligger i delstaten Queensland, 3 km norr om Hammond Island som ligger norr om spetsen på Kap Yorkhalvön. Närmaste större samhälle är Thursday Island, 11 km söder om North West Reef. 